# 257 Šlezija
257 Šlezija (mednarodno ime 257 Silesia) je asteroid v glavnem asteroidnem pasu. Kaže lastnosti štirih tipov asteroidov (S, C, T in U).

## Odkritje
Asteroid je odkril avstrijski astronom Johann Palisa 5. aprila 1886 na Dunaju . Poimenovan je po Šleziji, področju v Evropi.

## Lastnosti
Asteroid Šlezija obkroži Sonce v 5,5 letih. Njegova tirnica ima izsrednost 0,119 nagnjena pa je za 3,648° proti ekliptiki. Njegov premer je 72,66 km km, okoli svoje osi se zavrti v 15,7059  h .